# Nephropsis atlantica
Nephropsis atlantica is een kreeftensoort uit de familie van de Nephropidae. De wetenschappelijke naam van de soort is voor het eerst geldig gepubliceerd in 1882 door Norman.